# معركة ميراسلاو
معركة ميراسلاو أو معركة ميريزلو هي معركة وقعت بين الأفلاق بقيادة ميشيل الشجاع والتشيكليون ضد مملكة النمسا الهابسبورغية والنبلاء المجريين والسكسونيين الجرمان في ترانسلفانيا بالقرب من قرية ميراسلاو في ترانسيلفانيا، وقعت المعركة بعد قيام الأفلاق باحتلال ترانسلفانيا بعد انتصارهم في معركة سليمبار، تمكن النمساويون والنبلاء المجريين من الانتصار بهذه المعركة واستعادة ترانسلفانيا.